# Metadasylobus bolei
Metadasylobus bolei is een hooiwagen uit de familie echte hooiwagens (Phalangiidae).